# قياس متري

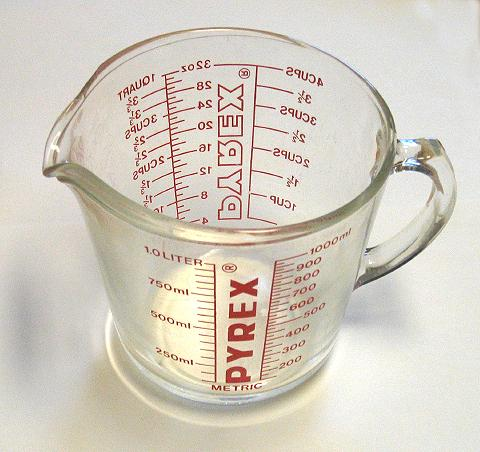
الصورة مناسبة مع المقال،

القياس المتري هو فعل أو عملية التحويل إلى النظام المتري للقياس. انتقلت البلدان في جميع أنحاء العالم من وحدات القياس المحلية والتقليدية إلى النظام المتري. بدأت هذه العملية في فرنسا خلال تسعينيات القرن التاسع عشر، وما زالت مستمرة بعد أكثر من 200 عام، مع النظام الدولي الحديث للوحدات، حيث لم يعتمد النظام المتري بالكامل في جميع البلدان والمناطق.

## ملخص
تعتمد معظم الدول الآن النظام المتري كنظامها الرسمي للأوزان والمقاييس. اعتمده البعض كنظامهم الرسمي لكنهم لم يكملوا بعد عملية التحويل. لم يلتزم البعض الآخر بتبنيه. لا يوجد إجماع عام في المصادر على عدد البلدان التي تقع في كل فئة من هذه الفئات.
وفقًا لأطروحة الدكتوراه لعام 2011 بواسطة هيكتور فيرا، اعتبارًا من عام 2010، لم تعتمد سبع دول النظام المتري كنظام قياسها الحصري. وهم: ولايات ميكرونيزيا الموحدة وليبيريا وجزر مارشال وميانمار وبالاو وساموا والولايات المتحدة. وفقًا لكتاب حقائق العالم الصادر عن وكالة الاستخبارات المركزية الأمريكية على الإنترنت (2016)، والبلدان الوحيدة التي لم تتبنى النظام المتري هي ميانمار (المعروفة أيضًا باسم بورما)، وليبيريا، والولايات المتحدة. وفقًا لفيرا، فإن الولايات المتحدة (والولايات المرتبطة بها: ولايات ميكرونيزيا الموحدة وجزر مارشال وبالاو) هي دولة غير مترية. وفقًا لصحفي ليبيري، تستخدم ليبيريا الوحدات الأمريكية العرفية، ولكن تلتزم بتبني النظام المتري في المستقبل. وفقًا لفيرا، لم تتبنى ساموا النظام المتري رسميًا، بسبب نقص الموارد والخبرة. تعد كل من ميانمار وليبيريا دولتين متريتين إلى حد كبير، إذ يتداولون دوليًا باستخدام الوحدات المترية.
تبنت بعض البلدان، مثل غيانا، النظام المتري ولكنها واجهت بعض المشاكل مع مرور الوقت في تنفيذه. أنتيغوا وبربودا، وهي أيضًا تعتمد النظام المتري كمقياس رسمي، تتجه نحو التنفيذ الكامل للنظام المتري ولكن بشكل كان أبطأ مما كان متوقعًا. أعلنت الحكومة أن لديها خططًا لتحويل بلادهم إلى النظام المتري بحلول الربع الأول من عام 2015. دول الكاريبي الأخرى مثل سانت لوسيا مترية رسميًا ولكنها ما تزال في طور التحول الكامل. في المملكة المتحدة، النظام المتري هو النظام الرسمي لمعظم التجارة الخاضعة للتنظيم بالوزن أو لأغراض القياس، ولكن تظل بعض الوحدات الإمبراطورية هي الوحدة الرسمية الأساسية للقياس. اعتبارًا من عام 2020، اعتمدت المملكة المتحدة النظام المتري جزئيًا فقط.
استخدم الاتحاد الأوروبي وحدات القياس التوجيهية لمحاولة تحقيق نظام موحد للأوزان والمقاييس ولتسهيل السوق الأوروبية الموحدة. خلال التسعينيات، ساعدت المفوضية الأوروبية في تسريع عملية الدول الأعضاء لإكمال عمليات تحويل المقاييس. من بينها المملكة المتحدة، حيث تفرض القوانين في بعض أو كل السياقات أو تسمح بالعديد من الإجراءات الإمبراطورية، مثل الأميال والساحات لمسافات إشارات الطرق، وحدود سرعة الطريق بالأميال في الساعة، ومكاييل البيرة، وبوصات للملابس. حصلت المملكة المتحدة على إعفاءات دائمة للميل والساحة في علامات الطريق، و (مع أيرلندا) لمبلغ نصف لتر (إمبراطوري) من بيرة البرميل المباعة في الحانات في المملكة المتحدة). في عام 2007، أعلنت المفوضية الأوروبية أيضًا أنه (لإرضاء الرأي العام البريطاني وتسهيل التجارة مع الولايات المتحدة) كان عليها التخلي عن شرط وضع العلامات المترية فقط على البضائع المعبأة، والسماح للعلامة المزدوجة المترية الإمبريالية بالاستمرار إلى أجل غير مسمى.
لدى الولايات المتحدة والمملكة المتحدة وكندا بعض المعارضة النشطة للقياس المتري، لا سيما عندما تجعل قوانين الأوزان والمقاييس المحدثة أنظمة القياس التاريخية قديمة.

## قبل النظام المتري
استخدمت الإمبراطورية الرومانية مقياس بيس (قدم). قسم هذا إلى 12 أونصة. كان الميزان (الجنيه) مقياسًا آخر كان له تأثير كبير على الوزن والعملة الأوروبية بعد العصور الرومانية بفترة طويلة، على سبيل المثال رطل، جنيه إسترليني. لقد تغير هذا الإجراء اختلافًا كبيرًا بمرور الوقت. كان شارلمان أحد الحكام العديدين الذين أطلقوا برامج إصلاح من مختلف الأنواع لتوحيد وحدات القياس والعملة في إمبراطوريته، ولكن لم يكن هناك اختراق عام حقيقي.
في العصور الوسطى في أوروبا، وضعت القوانين المحلية الخاصة بالأوزان والمقاييس من قبل النقابات التجارية على أساس كل مدينة على حدة. على سبيل المثال، كانت ell أو elle وحدة طول شائعة الاستخدام في أوروبا، لكن طولها يتراوح من 40.2 سم في جزء واحد من ألمانيا إلى 70 سم في هولندا و94.5 سم في إدنبرة. كشفت دراسة استقصائية لسويسرا في عام 1838 أن القدم بها 37 اختلافًا إقليميًا مختلفًا، وكان للقدم 68 اختلافًا، وكان هناك 83 مقياسًا مختلفًا للحبوب الجافة، و70 مقياسًا للسوائل و63 مقياسًا مختلفًا لـ الأوزان الميتة. عندما كتب إسحاق نيوتن كتاب المبادئ الرياضية للفلسفة الطبيعية عام 1687، اقتبس قياساته بالأقدام الباريسية حتى يتمكن القراء من فهم الحجم. من الأمثلة على الجهود المبذولة لوجود معايير محلية بين المدن أو معايير وطنية للقياسات تشمل القانون الاسكتلندي لعام 1641، والنظام الإمبراطوري البريطاني القياسي لعام 1824، والذي ما يزال شائع الاستخدام في المملكة المتحدة. نجحت الإمبراطورية الصينية في وقت من الأوقات في توحيد الوحدات المعيارية للحجم في جميع أنحاء أراضيها، ولكن بحلول عام 1936 كشفت التحقيقات الرسمية عن 53 قيمة لتشي تتراوح من 200 ملم إلى 1250 ملم. 32 قيمة تشنغ، بين 500 مليلتر و8 لترات؛ و36 علبة مختلفة تتراوح من 300 غرام إلى 2500 غرام. كان من المفترض أن تنتج فرنسا الثورية ما تطور إلى النظام الدولي النهائي للوحدات، والذي أصبح يستخدمه معظم العالم اليوم.
جاءت الرغبة في نظام قياس دولي واحد إلى حد كبير من زيادة التجارة الدولية والحاجة إلى تطبيق معايير مشتركة على السلع. لكي تشتري شركة منتجًا منتجًا في بلد آخر، يجب أن يعرفوا أن المنتج سيصل كما هو موصوف. تم التخلي عن إِل في العصور الوسطى جزئيًا لأن قيمته لم تكن موحدة. تتمثل إحدى الميزات الأساسية للنظام الدولي للوحدات (SI) في أنه دولي، وتزايد الضغط على الدول للتوافق معه حيث أصبح المعيار الدولي بشكل متزايد. كما أنه يبسط تعليم وتعلم القياس حيث تعتمد جميع وحدات النظام الدولي على عدد قليل من الوحدات الأساسية (على وجه الخصوص، المتر والكيلوغرام والغطاء الثاني لمعظم القياسات اليومية)، باستخدام بادئات عشرية لتغطية جميع الأحجام. يتناقض هذا مع الوحدات السابقة للمتر، والتي تحتوي إلى حد كبير على أسماء لا تتعلق ببعضها البعض مباشرة (على سبيل المثال: بوصة، قدم، ياردة، ميل) وترتبط ببعضها البعض بنسب غير متسقة يجب حفظها (على سبيل المثال: 12، 3، 1760). نظرًا لأن القيم في تعبير SI تكون دائمًا عشرية (أي بدون الكسور المبتذلة) والوحدات المختلطة (مثل القدم والبوصة) لا تُستخدم مع النظام الدولي للوحدات، فمن السهل إضافة القياسات وضربها. يبسط القياس والحساب العلمي إلى حد كبير لأن وحدات الكهرباء والقوة وما إلى ذلك هي جزء من نظام SI وبالتالي فهي مترابطة بطريقة متماسكة
)  1J = 1 kg · m2 · s 2 = 1 V · A · s)على سبيل المثال:
لقد ساهم توحيد المقاييس بشكل كبير في الثورة الصناعية والتطور التكنولوجي بشكل عام. الوحيد للتوحيد القياسي الدولي؛ توجد العديد من منظمات التقييس الدولية القوية لمختلف الصناعات، مثل المنظمة الدولية للتوحيد القياسي (ISO)، واللجنة الكهروتقنية الدولية (IEC)، والاتحاد الدولي للاتصالات (ITU).